# Tatort: Hexentanz
Hexentanz ist ein Fernsehfilm aus der Kriminalreihe Tatort der ARD und des ORF. Der Film wurde vom Norddeutschen Rundfunk unter der Regie von René Heisig produziert und am 13. April 2003 erstmals im Deutschen Fernsehen ausgestrahlt. Es handelt sich um die 529. Tatort-Folge und den zweiten Fall von Kriminalhauptkommissarin Charlotte Lindholm, Sonderermittlerin beim Landeskriminalamt Niedersachsen.

## Handlung
Werner Hellmann, ein rechtskräftig verurteilter Mörder, der aufgrund von Indizien und Zeugenaussagen seine Frau Anna erschlagen haben soll, erscheint unmittelbar nach seiner Haftentlassung bei den Leuten, die ihn vor dreizehn Jahren hinter Gitter gebracht haben. Das macht diese offensichtlich nervös und kurze Zeit später wird er selber erschlagen in seiner Wohnung aufgefunden. In derselben Nacht wird das Haus der geistig verwirrten Erika Hinrichs niedergebrannt. Kriminalhauptkommissarin Charlotte Lindholm soll den Fall übernehmen und wird vor Ort von dem Dorfpolizisten Sören Freese unterstützt.
Bei ihren Untersuchungen bemerkt die Kommissarin bald, dass mit dem Ort, bei dem es sich um das nahe Bremen gelegene Dorf Meyenburg handelt, etwas nicht stimmt und die Bewohner ein Geheimnis haben. Immer wieder ist der Hexenkult ein Thema und auch geheimnisvolle Zeichen kann Lindholm entdecken. Als dann auch noch Kirsten Hellmann, die Tochter des Ermordeten im Ort auftaucht, scheinen die Leute regelrecht vor der jungen Frau zu erschrecken. Nachdem ihre Mutter ermordet wurde und ihr Vater ins Gefängnis musste, ist sie bei Pflegeeltern aufgewachsen. Obwohl sie den Kontakt zu ihrem Vater abgebrochen hatte, wollte sie sich nun mit ihm aussprechen und bleibt zunächst im Haus ihrer Eltern wohnen.
Von einem Mithäftling erfährt Lindholm, dass Werner Hellmann seine Frau über alles geliebt hatte und er sich nach seiner Entlassung an den wahren Tätern rächen wollte. Damit ermittelt die Kommissarin auch in diese Richtung, denn sie hält es durchaus für möglich, dass Hellmann unschuldig war. Da er als eifersüchtig galt und ein blutiger Pullover seiner Frau bei ihm gefunden wurde, hielt man dies, zusammen mit den Aussagen einiger Dorfbewohner, als ausreichendes Indiz. Allerdings wurde die Tatwaffe, ein Stein, mit dem Anna Hellmann erschlagen wurde, nie gefunden.
Lindholm stößt immer öfter Erika Hinrichs, die Hexen- und Teufelszeichen an verschiedenen Orten im Dorf zeichnet. Anna Hellmann war seinerzeit sehr freizügig aufgetreten und als Hexe verschrien. Als nun ihre Tochter aufgetaucht ist, die ihrer Mutter sehr ähnlich sieht, scheint das Dorf die Vergangenheit wieder einzuholen. So findet die Kommissarin heraus, dass Anna Hellmann den meisten Männern im Dorf den Kopf verdreht hatte und damit bei den Ehefrauen nicht sehr beliebt war. Insbesondere der Dorftierarzt Thorsten Grote war in die „Hexe“ sehr vernarrt gewesen.
Kirsten Hellmann wurde durch die alten Briefe ihres Vaters, die sie vorher nie gelesen hatte, klar, dass er nicht der Mörder ihrer Mutter sein konnte und so erklärt sie der Trauer heuchelnden Gemeinde, dass sie keine Ruhe geben werde, bis der wahre Mörder ihrer Eltern gefunden sei. Das bringt sie nach Lindholms Meinung in große Gefahr und so hat sie ein besonderes Augenmerk auf Kirsten Hellmann. Unerwartet gesteht ihr eine der Dorfbewohnerinnen, dass die verwirrte Erika Hinrichs die Mörderin von Anna Hellmann wäre. Damals hätten sich die Frauen der Gemeinde zusammengetan, um der „Hexe“ einen Denkzettel zu verpassen. Deshalb hätten sie sie an einen Baum gebunden und Erika Hinrichs wäre die letzte gewesen, die von dort zurückgekommen wäre. Dagegen steht die Aussage von Dieter Grote, der seinen Vater hasst und ihn der Tat beschuldigt. Zum Beweis will er den Stein, mit dem das Opfer erschlagen wurde und den er damals gefunden und aufgehoben hatte, bei seinem Vater verstecken, um ihn eindeutig zu überführen. Dabei wird er jedoch von seinem Vater ertappt und beide geraten in Streit. Lindholm stößt dazu, da sie einer Spur folgte, die zu Henrike Grote führt. Sie hat für den Zeitraum des Mordes an Hellmann kein stichhaltiges Alibi und so stellt sich heraus, dass sie Anna Hellmann aus Eifersucht erschlagen hatte. Als dann Werner Hellmann unverhofft auftauchte und androhte sie zu überführen, hat sie sich keinen anderen Rat gewusst, als auch ihn aus dem Weg zu räumen.

## Rezeption

### Einschaltquote
Der Film wurde bei seiner Erstausstrahlung am 13. April 2003 von 9,14 Millionen Zuschauer gesehen, was einem Marktanteil von 26,8 Prozent entsprach.

### Kritik
TV Spielfilm zeigte mit dem Daumen nach oben und fanden den Film „tragisch und düster“.
Der Kritiker Rainer Tittelbach kommt zu dem Urteil: „Vor allem, was die Stimmung angeht, ist dieser ‚Tatort‘, der als Dorf-Drama beginnt und sich zur Familien-Tragödie auswächst, außergewöhnlich. Viele unbekannte Gesichter unterstützen die Glaubwürdigkeit. Ingo Naujoks als platonisch liebender Freund der Heldin sorgt für etwas Ironie und Augenzwinkern. Und Maria Furtwängler überzeugt als kühle, aber natürliche Blonde, die schnippig, direkt und columbohaft freundlich insistierend sein kann, dass es eine Freude ist.“